# 瑪雅與三劍客
是2021年墨西哥動畫奇幻動畫劇集，由荷黑·R·古鐵雷茲創作，Tangent Animation製作，柔伊·莎達娜擔任主要配音員。
該劇定於2021年10月22日在Netflix首播，共9集。

## 配音陣容
- 柔伊·莎達娜 聲演 瑪雅公主（Princess Maya）：泰卡的公主兼神鷹勇士。
- 加布里埃爾·伊格萊西亞斯 聲演 比丘（Picchu）：蠻族山獅勇士。
- 史蒂芬妮·碧翠絲 聲演 奇美（Chimi）：叢林地帶的骷髏勇士。
- 艾倫·馬多納多（英语：Allen Maldonado） 聲演 瑞可（Rico）：月亮島嶼的雄雞巫師。
- 迪耶·哥路那 聲演 薩茲（Zatz）：蝙蝠王子。
- 蓋爾·賈西亞·貝納 聲演 美洲豹兄弟（The Jaguar Brothers）
- 麗塔·莫瑞諾 聲演 阿普赫（Ah Puch）
- 艾佛烈·蒙利納 聲演 密克朗冥王（Lord Mictlan）：戰神。
- 凱特·戴卡斯提洛 聲演 密克特冥后（Lady Micte）：死亡女神。
- 丹尼·崔喬 聲演 地震之神（God of Earthquakes）
- 切奇·馬林 聲演 風與風暴之神（Gods of Wind & Storm）
- 蘿西·培瑞茲 聲演 短吻鱷女神（Goddess of Gators）
- 皇后·拉蒂法 聲演 大女巫（Gran Bruja）
- 懷克里夫·金 聲演 大術士（Gran Brujo）
- 伊莎貝拉·莫娜 聲演 寡婦女王（Widow Queen）
- 雀兒喜·蘭登（Chelsea Rendon） 聲演 紋身女神（Goddess of Tattos）
- 喬昆·柯西諾（英语：Joaquín Cosío） 聲演 蝙蝠之神（God of Bats）
- 卡洛斯·阿拉茲拉奎 聲演 黑魔法之神（God of Dark Magic）
- 艾瑞克·鮑薩（英语：Eric Bauza） 聲演 叢林動物之神（God of Jungle Animals）
- 荷黑·R·古鐵雷茲（英语：Jorge Gutierrez (animator)） 聲演 泰卡王（King Teca）
- 桑德拉·愛奎華（英语：Sandra Equihua） 聲演 泰卡女王（Queen Teca）

## 製作
2018年11月，據報導Netflix正在開發一部關於中部美洲戰士的動畫劇集。該劇由荷黑·R·古鐵雷茲執導、創作和擔任執行製片人，古鐵雷茲、希爾維亞·奧利瓦斯（Silvia Olivas）、道格·朗戴爾和康迪·凱爾蒂·朗戴爾（Candie Kelty Langdale）編劇，蒂姆·尹（Tim Yoon）擔任製片人，而奧利瓦斯和傑夫·蘭喬（Jeff Ranjo）擔任聯合執行製片人。

## 發行
該劇定於2021年10月22日在Netflix首播，共9集。

## 外部連結
- 互联网电影数据库（IMDb）上《瑪雅與三劍客》的资料（英文）
- 在Netflix上觀看《瑪雅與三劍客》